# Georgij Sengelaja
Georgij Sengelaja, Giorgi Sengelaja grúzul: გიორგი შენგელაია, oroszul: Георгий Николаевич Шенгелая (Moszkva, 1937. május 11. – Tbiliszi, 2020. február 17.) szovjet-grúz filmrendező, forgatókönyvíró, színész.

## Családja
Apja Nikoloz Sengelaja (1903–1943), filmrendező, anyja Nato Vacsnadze (1904–1953) színésznő. Testvére Eldar Sengelaja (1933) filmrendező. Első felesége Szofiko Csiaureli (1937–2008), a színésznővel 1957-ben kötött házasságot. Ebből a házasságából két fia született, Niko és Alexander. Második házasságát 1985-ben kötötte Nina Ketevannal; ebből a házasságból egy fia született.

## Életpályája
1961-ben végzett Moszkvában, az Összoroszországi Állami Filmművészeti Intézet rendező szakán, Alekszandr Petrovics Dovzsenko és Mihail Csiaureli tanítványaként. Rendezőként, 1961-től a Grúz-Filmstúdiónál dolgozott, 1963-ban védte meg diplomáját. Tbilisziben a Shota Rustaveli Színház- és Filmművészeti Főiskolán a rendezői szakot vezette. 1986-ban a Berlini Filmfesztiválon Ezüst Medve díjat kapott. 1991-1992 között a Grúz Államtanács tagja volt.

## Díjai
- Chicagói Nemzetközi Filmfesztivál Nagydíja –  a Pirosmani című filmért
- Uniós Filmfesztivál (Minszk) Fődíj - a rendezésért – A fiatal zeneszerző utazása című film
- Berlini Nemzetközi Filmfesztivál
  - Ezüst Medve díj a legjobb rendezőnek – A fiatal zeneszerző utazása című filmért

## Filmjei

### Rendezőként, forgatókönyvíróként
Mozifilmek
- Alaverdoba (1963)
- Rablók között (Matsi Khvitia) (1966, forgatókönyvíró is)
- Pirosmani (1969, forgatókönyvíró is)
- A Verijszkij negyed melódiái (Veris ubnis melodiebi) (1973, forgatókönyvíró is)
- Jöjj a szőlők völgyébe (Kvishani darchebian) (1976)
- Lány varrógéppel (1980)
- A fiatal zeneszerző utazása (Akhalgazrda kompozitoris mogzauroba) (1985, forgatókönyvíró is)
- Khareba da Gogia (1987, forgatókönyvíró is)
- Orpheus halála (1996, forgatókönyvíró is)
- Kahdzhi Murat (1996, forgatókönyvíró is)
- És jött a vonat (2005, forgatókönyvíró is)

Rövidfilmek
- Díj (1965, forgatókönyvíró is)
- Grúz szőlő (2001, forgatókönyvíró is)

Dokumentumfilmek
- Niko Pirosmanisvili (1961)

### Színészként
- Az élet küszöbén (Chveni ezo) (1956)
- Otaraant qvrivi (1958)
- Ambavi erti kalishvilisa (1960)
- Rats ginakhavs, vegar nakhav (1965)
- Jöjj a szőlők völgyébe (Kvishani darchebian) (1976)

### Producerként
- Gilotsavt akhal tsels (1995, rövidfilm, supervising producer)
- Aslani da Elza (1992, rövidfilm, supervising producer)
- Tsre (1992, rövidfilm, supervising producer)